# Anglikanische Diözese Manchester

Wappen

Die Diözese Manchester ist eine Diözese der Church of England in der Province of York. Ihr Sitz ist die Kathedrale von Manchester in Manchester. Diözesanbischof ist seit 2013 David Walker.

## Gebiet
Das Gebiet der Diözese umfasst Greater Manchester (ohne den Hauptteil von Stockport).
Suffraganbischöfe haben ihren Sitz in Middleton, Bolton und Hulme.
Archidiakonate gibt es für Manchester, Rochdale, Bolton und Salford.

## Geschichte
Der Gründung voraus ging der Ecclesiastical Commissioners Act 1847.
Das Bistum Manchester wurde am 1. September 1847 von Chester abgetrennt. Erster Bischof der Diözese war James Prince Lee. Auf Grund des Wachstums der Bevölkerung in Manchester bat der Diözesanbischof William Temple 1924 darum, dass der Bischof von Hulme die Diözese als Suffragan mit unterstützt. Später wurden noch Suffragane in Middleton und Bolton berufen.